# Шахтёр (футбольный клуб, Кумертау)
Шахтёр — советский футбольный клуб из Кумертау. Основан не позднее 1966 года.

## История
В 1966 году команда выиграла золотые медали чемпионата Башкирской АССР.
В 1968 году «Шахтёр» включён в число участников соревнований команд мастеров в классе «Б». Кумертау стал пятым городом Башкортостана, представленным в соревнованиях на уровне команд мастеров после Уфы (с 1947), Салавата (1963), Стерлитамака (1966) и Октябрьского (1967).
Клуб выступал в чемпионате СССР в течение двух сезонов — в 1968 году занял 19 место среди 20 участников зонального турнира, а на следующий сезон стал 11-м среди 17-ти команд. Тренировали «Шахтёр» бывший футболист московского «Спартака» Алексей Соколов и известный в будущем футбольный тренер Арсен Найдёнов.
С 1970 года «Шахтёр» потерял статус команды мастеров. В дальнейшем клуб уступил статус сильнейшего в городе команде «Рассвет» (позднее — ФК «Кумертау»), однако та никогда не выступала на профессиональном уровне.
«Шахтёр» выступал на одноимённом мультиспортивном стадионе (Кумертау, Советская ул., д. 2А), сохранившемся до наших дней.

## Достижения
- Во второй лиге — 11 место (в зональном турнире класса «Б» 1969 год).
- Чемпион Башкортостана: 1966

## Известные тренеры
- Соколов, Алексей Геннадьевич (1968).
- Найдёнов, Арсений Юдильевич (1969).